# 鍾承祐
鍾承祐（1985年1月31日—），原名鍾承佑，外號yoyo，為台灣棒球選手，於2007年季末選秀會被La new熊隊以第三輪第17順位選進，曾經效力於中華職棒Lamigo桃猿，守備位置為外野手。近年則苦於傷痛，為此於2014年改為現名，希望身體健康。2019年球季結束後，正式結束其球員生涯，轉任教練。

## 生平
2012年10月於總冠軍戰對上統一7-ELEVEn獅隊的比賽第四戰中，右手遭後來曾為隊友的蔡璟豪觸身球擊中，造成右手指舟狀骨線性骨折，後來Lamigo桃猿拿到總冠軍，但後續的亞洲職棒大賽卻無法上場。隔年則受到前一年的觸身球受傷影響，表現不如預期，2014年季中又因跑壘時釘鞋卡住導致左腳踝內側扭傷，休息兩個月後才回歸賽場，台灣大賽時也由於外野手新人卡位而未列在28人名單內。
2015年下半季由於右手肘骨刺，最後開刀，被移出60人名單，該季報銷。2016年3月29日在對上中信兄弟的比賽時被洋投魔力(Robert Morey)的觸身球擊中，直到下半季中段才復出。近年由於球隊補進王柏融、陽耀勳等好手，加上朱育賢經常移防左外野先發，上場機會已不如以往，最終於2019年球季結束球員生涯。
自球員退役後，2020年擔任樂天桃猿外野守備教練。2021年轉戰富邦悍將，原本擔任二軍打擊教練，在COVID-19疫情趨緩復賽之後，改任一軍打擊教練。2022年，因開季至5月中團隊打擊不佳，轉任二軍打擊教練。2025年，轉任台鋼雄鷹二軍外野守備兼跑壘教練。

## 經歷
- 高雄縣橋頭鄉仕隆國小少棒隊
- 高雄縣橋頭國中青少棒隊
- 高雄縣高苑工商青棒隊
- 國立體院（台灣啤酒）棒球隊
- 中華職棒La New二軍借將（2007年）
- 中華職棒La New熊隊代訓球員
- 中華職棒La New熊（2008年－2010年）
- 中華職棒Lamigo桃猿（2011年－2019年）
- 中華職棒樂天桃猿二軍外野教練（2020年）
- 中華職棒富邦悍將二軍打擊教練（2021年－2021年6月28日）
- 中華職棒富邦悍將一軍打擊教練（2021年6月29日－2022年5月16日）
- 中華職棒富邦悍將二軍打擊教練（2022年5月17日－2022年12月）
- 中華職棒樂天桃猿一軍打擊教練（2023年－2024年）
- 中華職棒台鋼雄鷹二軍外野守備兼跑壘教練（2025年－）

## 職棒生涯成績
| 年度 | 球隊       | 出賽 | 打數 | 安打 | 全壘打 | 打點 | 盜壘 | 四死 | 三振 | 壘打數 | 雙殺打 | 打擊率 | 上壘率 | 長打率 | OPS   |
| ---- | ---------- | ---- | ---- | ---- | ------ | ---- | ---- | ---- | ---- | ------ | ------ | ------ | ------ | ------ | ----- |
| 2008 | La New熊   | 42   | 131  | 33   | 3      | 17   | 2    | 12   | 25   | 51     | 3      | 0.252  | 0.315  | 0.389  | 0.704 |
| 2009 | La New熊   | 86   | 286  | 82   | 7      | 45   | 7    | 19   | 43   | 128    | 10     | 0.287  | 0.329  | 0.448  | 0.777 |
| 2010 | La New熊   | 120  | 466  | 134  | 10     | 64   | 9    | 20   | 80   | 208    | 13     | 0.288  | 0.314  | 0.446  | 0.760 |
| 2011 | Lamigo桃猿 | 114  | 444  | 141  | 15     | 73   | 2    | 45   | 63   | 221    | 8      | 0.318  | 0.378  | 0.498  | 0.876 |
| 2012 | Lamigo桃猿 | 115  | 441  | 134  | 9      | 72   | 2    | 34   | 79   | 205    | 15     | 0.304  | 0.349  | 0.465  | 0.814 |
| 2013 | Lamigo桃猿 | 114  | 372  | 96   | 4      | 49   | 1    | 20   | 73   | 139    | 10     | 0.258  | 0.288  | 0.374  | 0.662 |
| 2014 | Lamigo桃猿 | 67   | 153  | 34   | 4      | 20   | 1    | 18   | 38   | 57     | 3      | 0.222  | 0.302  | 0.373  | 0.675 |
| 2015 | Lamigo桃猿 | 57   | 170  | 47   | 4      | 22   | 10   | 20   | 39   | 74     | 6      | 0.276  | 0.345  | 0.435  | 0.780 |
| 2016 | Lamigo桃猿 | 27   | 76   | 21   | 1      | 11   | 2    | 7    | 20   | 32     | 2      | 0.276  | 0.329  | 0.421  | 0.750 |
| 2017 | Lamigo桃猿 | 24   | 43   | 9    | 0      | 4    | 0    | 7    | 17   | 11     | 1      | 0.209  | 0.320  | 0.256  | 0.576 |
| 2018 | Lamigo桃猿 | 23   | 51   | 10   | 0      | 6    | 0    | 3    | 9    | 11     | 1      | 0.196  | 0.236  | 0.216  | 0.452 |
| 2019 | Lamigo桃猿 | 34   | 78   | 21   | 2      | 7    | 0    | 3    | 22   | 30     | 0      | 0.269  | 0.296  | 0.385  | 0.681 |
| 合計 | 12年       | 823  | 2711 | 762  | 59     | 390  | 36   | 208  | 508  | 1167   | 72     | 0.281  | 0.327  | 0.430  | 0.757 |

## 特殊事蹟

### 得獎紀錄
- 2010-2012年連續三年中華職棒外野手最佳十人獎
- 2011-2012年連續兩年中華職棒外野手金手套獎
- 總冠軍：2012、2019

### La new熊時期
- 2008年5月4日對戰兄弟象時，朱鴻森打出後來有名的「再見沒有全壘打」，當時鍾承佑守左外野，由其長傳二壘造成出局[5]。
- 2008年讀賣巨人來台與La New熊四場交流比賽中，共擊出三支全壘打表現優異。
- 2009年5月23日於台中棒球場對戰興農牛時，於十局上面對蔡明晉打出斷棒兩分打點全壘打，締造完全打擊 （页面存档备份，存于）紀錄，為中華職棒史上第六人，本土第三人，同時也是最年輕的締造者[6]。
- 2009年6月18日對戰統一7-ELEVEn獅，單局兩安打五分打點，成為本土球員單局最多打點記錄[7]。
- 2009年9月26日對戰兄弟象於四局下半發生烏龍觸身球事件 （页面存档备份，存于），當時投手李濠任投出普通壞球，主審王俊宏卻因鍾承佑動作影響，誤判為頸部以上觸身球，將李濠任按當時規則[8]驅逐出場[9]。後來聯盟賽務部決議王俊宏裁判禁判二場，且罰款一萬二千元。
- 2009年12月6日參加「有愛挺你」八八水災棒球義演賽，入選西隊成員。
- 2010年9月16日於屏東棒球場對戰兄弟象隊，從杜寅傑手中擊出全壘打，為該季第十發全壘打，生涯首度達成單季十轟。

### Lamigo桃猿時期
- 2011年3月20日於台中洲際棒球場對戰興農牛隊，是Lamigo桃猿隊改名後新球季的首場比賽，擔任先發第六棒右外野手，五局上從陳煥揚手中擊出兩分打點全壘打，是該隊改名後首位第六棒、首位右外野手、首位擊出全壘打的打者。
- 2011年6月7日於台中棒球場對戰興農牛隊，從陳煥揚手中擊出首局首打席全壘打。
- 2011年7月23日拿下中華職棒全壘打大賽冠軍，隔年再度連霸，為聯盟首位蟬聯冠軍的球員。
- 2011年9月16日於台南市立棒球場出戰統一7-ELEVEn獅隊時達成個人職棒生涯首次三響砲紀錄，為中華職棒史上第12人、第13次完成三響砲紀錄。
- 2012年4月13日於桃園國際棒球場對戰統一7-ELEVEn獅隊，於十局下從林岳平手中擊出個人職棒生涯首支再見安打。
- 2014年8月26日於桃園國際棒球場從義大犀牛洋投路易士(Rommie Lewis)[10]手中擊出一發兩分全壘打，為個人生涯第50轟。